# Paul Bouchard
Pour les articles homonymes, voir Bouchard.
Ne doit pas être confondu avec Paul Louis Bouchard.
Paul Bouchard, né en 1908 et mort en 1997, est un avocat, homme politique et journaliste canadien (québécois).

## Biographie
Paul Bouchard fait ses études au Séminaire de Québec (1920-28). Philippe-Auguste Choquette, ami de sa famille, lui procure un laissez-passer spécial pour la Bibliothèque du Parlement. Il ouvre son cabinet d'avocat en 1934 avec Roger Vézina.
Rédacteur du journal La Nation, il critique le gouvernement de Richard Bedford Bennett et juge que la confédération canadienne est en faillite. Bouchard est également un militant corporatiste tenté par l'antisémitisme, il s'inspira des faisceaux de Mussolini et crée un groupuscule de militant d'extrême droite les Faisceaux républicains (ou Faisceaux séparatistes) associé à son journal La Nation.
Durant les années 1940, Bouchard se rallie au gouvernement de Maurice Duplessis. Il sera l'un des principaux journalistes et propagandistes de l'Union nationale. Il est l'auteur de nombreuses publications officielles pour le parti.
À partir des années 1960, Bouchard devient professeur à l'université Laval et occupe des fonctions diplomatiques pour certaines dictatures sud-américaines. En 1980, il est président de la Société des écrivains canadiens.
Aujourd'hui, il est considéré comme l'un des premiers penseurs du mouvement souverainiste québécois. Sa pensée politique aurait influencé de nombreuses personnalités indépendantistes des années 1960 et 1970, telles que Raymond Barbeau, Raoul Roy et René Lévesque.
Il a été dénoncé par la controversée chercheuse Esther Delisle pour ses dérives fascisantes. Robert Comeau, professeur d'histoire à l'université du Québec à Montréal aujourd'hui à la retraite, a consacré un mémoire de maîtrise au journal La Nation dans les années 1970.